# Hraň
Hraň (v minulosti Garaň, Garaňa, maďarsky Garany, Garány) je obec na Slovensku v okrese Trebišov.
Obec je známá mimo jiné tím, že se zde nachází Dětská psychiatrická léčebna. Kdysi byl v této léčebně během 2. světové války internační tábor. Budovu léčebny tvoří zámeček a přistavěné budovy. Zámeček byl postaven v roce 1903 hrabětem Almássym, později byl zestátněn, do 2. světové války v něm byla psychiatrická léčebna.
Obec leží uprostřed Východoslovenské nížiny na soutoku řek Trnávky a Ondavy ve výši 106 m n. m.
Je pravděpodobné, že Hraň patřila v 14. století tamním zemanům, nepochybně však patřila v 14. a 15. století šlechticům z Lučence a v druhé polovině 16. století postupně Báthoryům a Várdaiům.
Do písemností byla ve 14. - 15. století zapisována jako Garan, od 16. století jako Garany, což byl pomaďarštěný tvar staršího slovenského názvu Graň. Maďarština ho zachovala ještě s hláskou g, která se ve slovenštině od 13. století změnila na h.
V letech 1938 až 1945 byla obec na základě první vídeňské arbitráže součástí Maďarska.